# Goodbye Girl
Goodbye Girl je třetí sólové studiové album frontmana hudební skupiny Bread Davida Gatese. Písně 1-4, 6 a 7 byly vydány už na dvou jeho dřívějších albech.

## Seznam skladeb
1. "Goodbye Girl"
2. "Took the Last Train"
3. "Overnight Sensation"
4. "California Lady"
5. "Ann" (původně vydané na First)
6. "Drifter"
7. "He Don't Know How to Love You"
8. "Suite: Clouds, Rain" (původně vydané na First)
9. "Lorilee" (původně vydané na First)
10. "Part-Time Love" (původně vydané na Never Let Her Go)
11. "Sunday Rider" (původně vydané na First)
12. "Never Let Her Go" (původně vydané na Never Let Her Go)